# Psephellus carbonatus
Psephellus carbonatus là một loài thực vật có hoa trong họ Cúc. Loài này được (Klokov) Greuter mô tả khoa học đầu tiên năm 2003.